# Nabój 7,65 × 21 mm Parabellum
7,65 × 21 mm Parabellum (7,65 Parabellum, .30 Luger, 7,65 Luger-Borchardt) – niemiecki nabój pistoletowy. Zmodyfikowana wersja naboju 7,65 mm Borchardt skonstruowanego przez Hugo Borchardta dla pistoletu Borchardt C93. Popularność zdobył wraz z pistoletem Parabellum skonstruowanym przez Georga Lugera. Nabój 7,65 mm Parabellum stał się podstawą do skonstruowania 9 mm Parabellum.